# 伊良部秀輝
伊良部 秀輝（いらぶ ひでき、1969年〈昭和44年〉5月5日 - 2011年〈平成23年〉7月27日〈遺体発見日、詳細はこちらを参照〉）は、沖縄県コザ市生まれ、兵庫県尼崎市出身のプロ野球選手（投手）。
NPBと北米のMLBなどでプレー。MLBでは、アジア人初のワールドシリーズチャンピオンを経験。2度のワールドチャンピオンに輝いている。

## 経歴

### プロ入り前
沖縄県コザ市（現在の沖縄市）生まれ、兵庫県尼崎市育ち。実父は在日アメリカ空軍兵士であるアメリカ人スティーブ・トンプソン、日本人の実母・和江との間にハーフとして生まれる。実父は間もなく帰国した。尼崎市立常光寺小学校、尼崎市立若草中学校を卒業後、香川県の尽誠学園高等学校に進学。2年生の夏の1986年と3年生の夏の1987年の全国高等学校野球選手権大会に投手として出場。2年の夏は初戦で後に千葉ロッテでチームメイトになる大村巌が在籍する、南北海道代表・東海大四高と対戦し、サヨナラ負けを喫して敗退したが、3年の夏では1回戦で優勝候補の鈴木健擁する浦和学院高校を破り、3回戦では試合中に右手を痛めて島田直也、仁志敏久擁する常総学院高校に敗れた。高校では1学年後輩に佐伯貴弘、2学年後輩に宮地克彦がおり、佐伯とは寮で同部屋だった。
1987年のドラフト会議でロッテ・オリオンズ（1992年より千葉ロッテマリーンズ）が1位指名で交渉権を獲得し、契約金5,000万円、年俸500万円（金額は推定）で入団合意した。

### ロッテ時代
初年度の1988年から一軍のマウンドを経験、村田兆治、前田幸長らとともにチームの弱小投手陣を支えた。入団2年目（1989年）に西武の清原和博との対戦時に156km/hを記録するなど当時から球速はめっぽう速かったが、コントロールが悪くカウントを悪くしては失投を痛打されるなど入団後数年は試練の時が続いた。起用法も先発・リリーフなど一定ではなかった。1990年は8勝を挙げ頭角を現しかけるものの、翌1991年は3勝留まりと不振に終わる。オフの日韓プロ野球スーパーゲームに日本選抜で出場した。翌1992年もリリーフ中心の起用で、勝ち星を挙げられなかった。
1993年5月3日の西武戦で清原との対戦時に158km/hを記録。以後、清原和博との対決は「平成の名勝負」とうたわれ、シーズン後半から投球のコツを掴み7連勝を記録した。起用法も先発・リリーフ兼任からローテーション投手として固定されるようになった。また日本ハムファイターズ監督の大沢啓二がマスコミ相手に「幕張の浜で伊良部クラゲに刺された、イテテテ…」と言ったことから「伊良部クラゲ」の異名がつく。しかし、伊良部本人は、真夏以降にしか活躍できないというマイナスの意味から、伊良部クラゲと呼ばれることを非常に嫌っていた。
1994年は自身初のオールスターゲームに野茂英雄を抑えファン投票で出場し、第1戦で松井秀喜相手に159km/hを投じ勝利投手となった。最多勝と最多奪三振のタイトルを獲得、2年連続規定投球回数到達で防御率も2位だった。9月28日に行われた大島康徳の引退試合（対日本ハム戦）に登板し、大島は伊良部から2安打打っている。
1995年、初の開幕投手を務め、小宮山悟、エリック・ヒルマンと共に先発投手陣三本柱として、チームの2位躍進に貢献。再びファン投票選出でオールスターゲーム出場も第2戦で金本知憲に被本塁打され敗戦投手。最優秀防御率と2年連続の最多奪三振のタイトルを獲得した。また4試合連続2桁奪三振も2年連続で記録している。
1996年は本来は、2年連続の開幕投手の予定だったが故障で登板回避になり、開幕3連戦の他のローテーションは動かせないということで、急遽開幕2日前に4番手の園川一美が開幕投手を務めることに決まったという。2年連続で最優秀防御率のタイトルを獲得した一方で、当時GMであった広岡達朗に「打たれるのは闘争心が無いからだ!!」と翌日のサンケイスポーツで言われたと記事にされていたりもした。3年連続でオールスターゲーム出場（自身初の監督推薦）、初回表オールセントラル1番前田智徳2番立浪和義3番トーマス・オマリーの3者連続含め5奪三振と3回をパーフェクト。
同年オフにメジャーリーグへの移籍希望を表明しニューヨーク・ヤンキースへの入団を希望した。しかし、ロッテ球団は提携球団のサンディエゴ・パドレスに伊良部の保有権を永久的に譲渡する契約を交わした。それに対し伊良部は「ピンストライプのユニフォームの重さというのは野球を経験した者にしか分からない」と主張しあくまでヤンキースへの入団に拘り、エージェント団野村と契約し対応。大型トレードを仕掛け、最終的に三角トレードという形でヤンキース入団を果たし、4年1,280万ドルで契約（日本人初となるヤンキースのメジャー契約選手）した。この時、取材陣に対し伊良部は「アンタら凡人にミケランジェロの気持ちが解るか？オレはミケランジェロなんだよ」という言葉を発し、一部から顰蹙を買う（伊良部メジャーリーグ移籍騒動）。

### ヤンキース時代
1997年5月31日にヤンキース入団記者会見を行った。NPB/MLBを交えた大騒動を経て入団したため、メジャー初登板初先発となった7月10日のデトロイト・タイガース戦では通常の2倍の観客が詰めかけた。このデビュー戦では、6回2/3を5安打2失点9奪三振の投球でメジャー初勝利で、前々年5月の野茂英雄もなしえなかった日本人初の初登板初先発初勝利を達成した。オーナーのジョージ・スタインブレナーからは「和製ノーラン・ライアン」と称された。しかし、2試合目は5回5失点、3試合目となった7月20日の試合では6回2/3を6失点を喫し、さらに降板するときにブーイング中のファンに向けてツバを飛ばしたことで、現地メディアからは「ヤンキースのつば吐き男」「Kadai Hyouka」などの見出しで実力が疑問視され始めた。その後も成績は向上せず、8試合目の先発を終えた時点で防御率は7.98となり先発を外される。さらに、救援に回った最初の試合である9月5日も9失点で敗戦投手となり、スタインブレナーが「イラブにはもう期待しないよ」と述べるほどであった。メジャー1年目の成績は5勝4敗だった。
1998年はスプリングトレーニングで右ひじを痛めたことにより100球の球数制限を指示されるも、開幕からローテーションの一角を担う。5月終了時点11試合の先発で防御率1.68でリーグトップに立ち、5月は4勝1敗、防御率1.44、WHIP1.05の成績で日本人初のアメリカンリーグのピッチャー・オブ・ザ・マンスを受賞した。6月に調子を落としオールスター選出はならなかったものの、14試合の先発で6勝3敗、防御率2.91、WHIP1.23の成績で前半戦を折り返す。しかし後半戦は1試合のリリーフ登板を含む15試合の登板で7勝6敗、防御率5.21、WHIP1.35と調子を落としポストシーズンでの登板はなかったが、チームはワールドシリーズを制覇し、日本人初のMLBチャンピオンリングを獲得した。メジャー2年目の成績は13勝9敗で、6月以降は18試合の登板で防御率5.88だった。
1999年、スプリングトレーニング最終日の試合で一塁ベースカバーを怠り、スタインブレナーから「彼は太ったヒキガエル。一塁カバーを怠るなんてありえない。ヤンキースの一員としてあるまじき失態だ。体重252ポンド（114.3キログラム）なんて愚かとしか言いようがない」と言われ、さらにキャンプ地への居残りを命令された。その後スタインブレナーは態度を和らげたものの、開幕当初はリリーフとして起用。5月2日のカンザスシティ・ロイヤルズ戦で先発に復帰。7日のシアトル・マリナーズ戦ではマック鈴木との史上初の日本人投手同士による先発が実現し、7回を4安打1失点5奪三振の投球で勝利投手となる。13日のアナハイム・エンゼルス戦では長谷川滋利との投げ合いもあった。7月は4勝0敗、防御率2.64、WHIP1.08の活躍でキャリア二度目のピッチャー・オブ・ザ・マンスを受賞した。ヤンキー・スタジアムでの試合で一塁ベースカバーに入りアウトを取った際にはスタンディングオベーションが起こった。後半戦は1試合のリリーフ登板を含む15試合の登板で5勝4敗、防御率5.60、WHIP1.50の成績に終わる。ポストシーズンではボストン・レッドソックスとのリーグチャンピオンシップシリーズ第3戦の3回無死一塁の場面に登板したが、4回2/3を13安打1本塁打8失点と打ち込まれた。ワールドシリーズでは出場選手登録を外れたため登板の機会はまたしても無かったが、チームはワールドシリーズ優勝を果たし、自身2個目のチャンピオンリングを獲得した。シーズン成績は11勝7敗だった。

### エクスポズ時代
1999年12月22日にテッド・リリー、ジェイク・ウェストブルック、クリスチャン・パーカーとのトレードで、モントリオール・エクスポズへ移籍した。ヤンキースと結んだ残りの契約に加え、1年250万ドル＋出来高での翌々年の契約も延長した。地元記者に、「エクスポズもピンストライプだから良かったじゃないか」と皮肉を言われる（日本人初エクスポズ・メジャー契約選手）。
2000年は開幕から調子が上がらず、4月26日のパドレス戦後に右膝半月板損傷が発覚して手術を受ける。7月27日のニューヨーク・メッツ戦で復帰するも、試合後に右肘遊離軟骨が発見され8月15日に手術を受けシーズン終了となった。
2001年のスプリングトレーニングで右膝と右肘の痛みを訴え故障者リスト入りして開幕を迎えた。5月31日のフィラデルフィア・フィリーズ戦で復帰するも、6月17日に肘痛が再発。靭帯部分断裂と診断されたが手術は回避しリハビリを続けていたが、8月26日に遠征先でチームメイトと食事をした際に酒を飲みすぎ、意識不明となって病院に搬送されたことが原因で29日に7日間の謹慎処分を命じられ、9月6日に解雇された。オフにはプエルトリコのウィンターリーグに参加し5勝3敗、防御率2.34の成績で最優秀投手賞と右投手ベストナインを受賞。

### レンジャーズ時代
2001年12月27日にテキサス・レンジャーズとマイナー契約を結んだ。
2002年はスプリングトレーニングに招待選手として参加し、リリーフとして開幕メジャー入りを果たす（日本人初レンジャーズ・メジャー契約選手）。4月6日のアナハイム・エンゼルス戦では朴賛浩の故障に伴い初先発。13日のシアトル・マリナーズ戦ではイチローとメジャー初対決し3打席を右前安打、三ゴロ、遊ゴロに抑えた。17日のエンゼルス戦では3点リードの9回に登板し、キャリアでも9年ぶりとなるメジャー初セーブを記録。以降クローザーとして5月中旬まで1勝10セーブ、防御率0.64、WHIP0.92と好投を続け、地元紙からは「球団史上に残るクローザー」とも呼ばれた。しかし6月から防御率8.44、WHIP1.68と調子を落とし、7月15日に肺血栓が見つかりシーズンを終える。同年6月には中日ドラゴンズと契約成立寸前まで交渉が進んでいたと報じられているが、実際には入団することはなかった。

### 阪神時代
2002年12月7日に阪神タイガースと1年2億円で契約した。約6年ぶりのNPB復帰となった。
2003年は監督の星野仙一は伊良部に抑えを任せたかったが、伊良部本人の希望により先発起用となった。この年はオールスターゲームにも1996年以来7年ぶりに選出され、古巣・ロッテの本拠地千葉マリンスタジアムでの第2戦に先発して3回無失点と好投し、優秀選手賞を受賞した。そしてシーズンでは13勝を挙げ、阪神の18年ぶりのリーグ優勝に大きく貢献（前半9勝2敗、後半4勝6敗）。しかし、後半戦は球威が落ちて勝ち星は伸びなかった。福岡ダイエーホークスとの日本シリーズでは第2戦と第6戦の2試合で先発するも機動力に翻弄され、いずれも早い回でKOされ敗戦投手となった。
岡田彰布監督となった2004年はキャンプイン後の沖縄で暴行事件を起こして30万円の罰金処分を受けた。開幕直前にタンパベイ・デビルレイズとの日米野球プレシーズンゲームでは先発も務めた。シーズンでは開幕早々に前年の日本シリーズで露呈したセットポジションでの欠点（盗塁を防ぐ牽制が下手な点）を衝かれ、大量失点を繰り返して防御率は13.11という不調で登板数も3試合だった。10月5日に戦力外通告を受けた。
翌2005年開幕直前、最初の引退表明。ロッテ時代の同僚前田幸長によると、持病の膝痛に苦しんでの決断であった。

### 引退・現役復帰
2005年3月上旬に現役を引退後に再び渡米し、グリーンカード（外国人永久居住権）を取得して実業家に転身した。高校時代の友人と共同で、カリフォルニア州ロサンゼルスでうどんのフランチャイズチェーン店「SUPER UDON」を開業する。当初は人気店だったが、その後閉店した。2008年8月には大阪市北区のバーでクレジットカードが使用できないことに腹を立て、店舗の破壊および店長を暴行した容疑で現行犯で逮捕された。伊良部は10月16日に書類送検されたが、不起訴処分となった。この件について団野村の著書『伊良部秀輝〜野球を愛しすぎた男の真実』によると、店側が伊良部のカードをスキミングしようとしていたことが原因であり、後日店側がスキミングを行っていたことが明らかになったという。
TVドキュメントによると、伊良部は引退した要因の一つであった膝の痛みが、かかとを浮かせた投球フォームから地に付けたフォームへと改良することで消えたことから、現役復帰を目指しトレーニングを開始した。
2009年4月27日、北米独立リーグ「ゴールデンベースボールリーグ」に加盟するロングビーチ・アーマダに入団した（月給1,500ドル）。5年ぶりに現役に復帰し、初登板初先発で勝利投手になった。8月、日本独立リーグ「四国・九州アイランドリーグ」に加盟する高知ファイティングドッグスに入団（月給16 - 18万円）したが、同年9月、右手首腱鞘炎で全治3週間と診断されシーズン中の復帰が困難となり、伊良部側の希望により契約解除となり退団した。高知での成績は2試合（12イニング）に登板して0勝0敗、6奪三振11四死球で防御率5.25であった。
2010年1月19日、伊良部はブログで2度目の引退を表明した。

### 死去
2011年7月27日、ロサンゼルス近郊の自宅で首を吊った状態で死亡しているのが発見された(42歳没)。
伊良部は7月24日を最後に人前から姿を消しており、地元の警察の捜査では自殺とされている。ロサンゼルス郡検死官事務所によると、伊良部は血中から大量のアルコールが検出されており、自殺の理由として、事業に失敗したこと、死の1か月ほど前から妻子と別居状態が続いていたことなどで、精神的に追い詰められていた事情が指摘されている。
また、伊良部は日本で指導者となることを希望していたが受け入れる球団はなく、解説者や評論家の道も閉ざされており、野球人としての将来に不安を抱いていたとする指摘もあった。
友人や関係者によって伊良部の自宅前に献花台と焼香台が設けられ、『阪神タイガース有志一同』などの献花や、阪神ファンによるものと思われる阪神タイガースの帽子が供えられた。29日にはニューヨーク・ヤンキースが試合前に黙祷した。伊良部がメジャー初登板初先発初勝利を挙げた試合で捕手を務めていたヤンキースのジョー・ジラルディ監督は「一緒にいて楽しい、よきチームメイトで、何度も好投してくれた。旧友を失うのはつらい。彼にも子供がいるし、悲しいことだ」と語り、チームメイトのデレク・ジーターも「言葉の壁はあったが、周囲が思う以上にいろんなことを理解する楽しい人物だった。悲報を聞いたときは言葉を失ったよ」と語った。阪神も30日に横浜ベイスターズとの試合前に黙祷し、ユニフォームに喪章を着用してプレーした。同日、伊良部の古巣・ロッテも（前出の星野監督が就任間もない）東北楽天ゴールデンイーグルスとのゲーム前に黙祷し、球場の大型ビジョンに伊良部の往年の雄姿を映し出した。
伊良部の葬儀は8月3日に近親者のみで行われ、遺骨は伊良部本人の希望ではロサンゼルスのリトル・トーキョーにある東本願寺ロサンゼルス別院に納骨してほしいとのことだったが、伊良部の妻とその母親の意向により四十九日を待たずに千葉市内の寺院で無縁仏として無量寿堂に納められた。

## 選手としての特徴

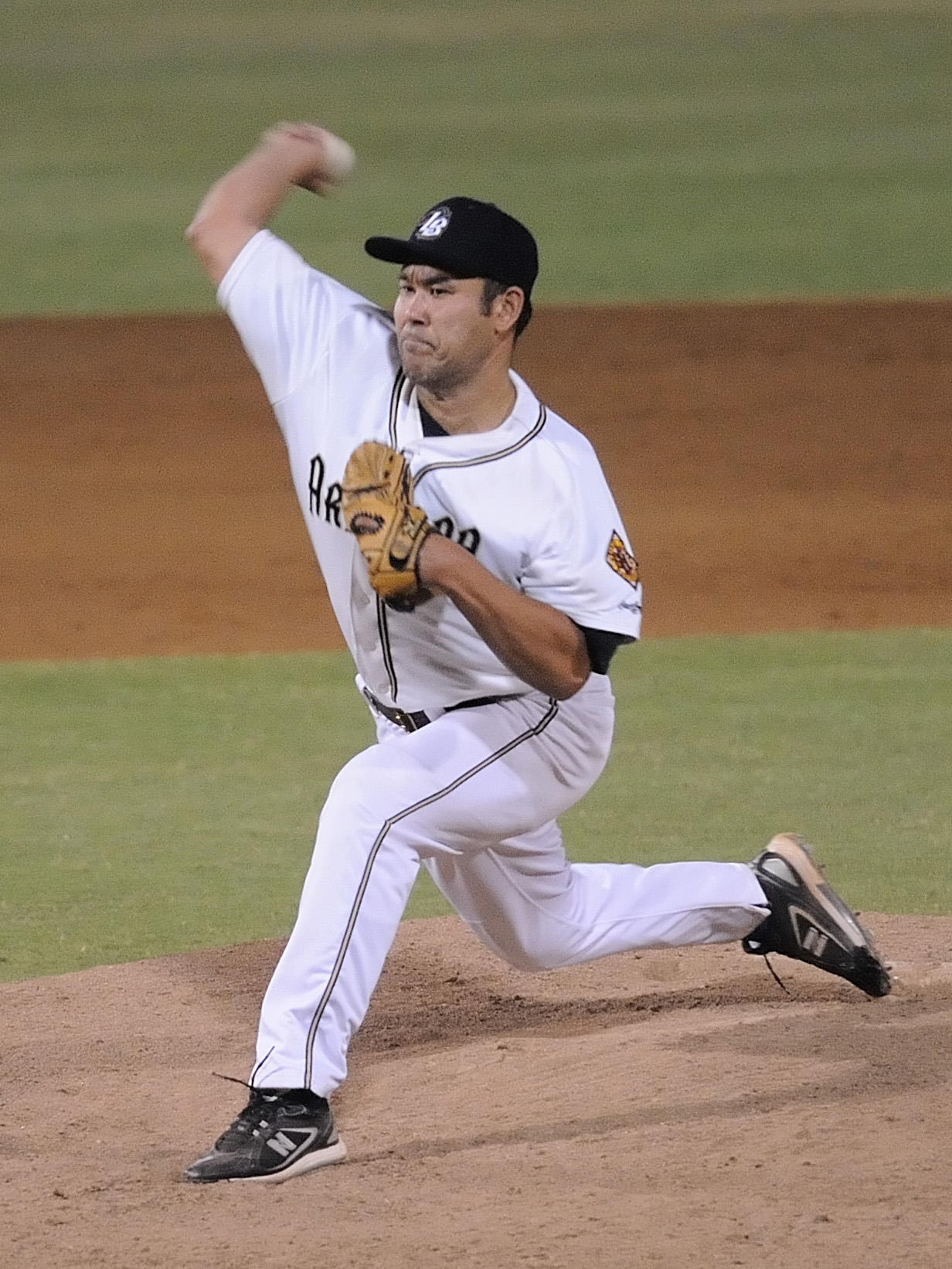
伊良部の投球
（2009年7月2日）

「日本プロ野球史上最速の投手は誰か」といった議論の際に、必ずといっていいほど名前を挙げられる投手である。2005年にマーク・クルーン（記録時：横浜ベイスターズ）が159km/hを記録するまで、山口和男（記録時：オリックス・ブルーウェーブ）、五十嵐亮太（記録時：東京ヤクルトスワローズ）らと共に日本プロ野球最速タイ記録(158km／h)を保持していた。1997年にはMLBで99マイル(159.3km／h)を記録している。
鹿取義隆は、伊良部の投じるフォークボールは野茂英雄が投じるそれよりも上だと述べている。鹿取曰くフォークで140キロ台後半が出るのは威圧感があったといい、打席から戻ってくる選手たちは「あの速さで落ちてきたら全く打てない」と言っていたという。
中学生時代、かつてニグロリーグとメジャーリーグで大活躍し「野球の歴史上最高の投手」と称されたサチェル・ペイジの投球フォームを見て度肝を抜かれたとインタビューで語っており、以降はそのフォームを何度も真似して投げるほどの入れ込みようだったという。またロッテに入団してからも最初の6年くらいはペイジのように投げたいと思っていたとの事。
黒木知宏は2021年12月31日公開分の『フルタの方程式』で日本球界史上で体感速度No.1のストレートを投げる投手として伊良部の名前を挙げており、特に投球の出所の分かりにくさを高く評価している。
速球を軸に押し切る豪快な投球スタイルで知られたが、年を重ねると共にコントロールを重視したスタイルへと変化していった。前述の最速記録の後に投げた157km/hの速球を清原に二塁打された事が、投球術を磨くきっかけとなった。巨体と独特の風貌に反して理論派であるという声も多く、91年日韓戦や03年球宴でバッテリー組んだ古田敦也は「阪神時代の伊良部は、投球術を駆使する軟投派だった」と証言している。ロッテ時代の先輩であった牛島和彦も「投球フォームの腕を上げる高さから足を下ろす位置、それによる球の軌道までをミリ単位といえる細やかさで考えているのが伊良部という投手」と語っている。
また打席ではバントが巧みで2003年には15の犠打を決めている。このバントの様を見たNHKスポーツ実況の石川洋は「最初からバントの構えをせず、しかもバットのヘッドが平気で動くのに伊良部の場合はそれで簡単に決めてくる。」と、その秘めた器用さに驚愕していた。

## 人物
大のマスコミ嫌いであることから誤解されやすい人間であったが、野球仲間からの評判は決して悪くなかった。福浦和也は引退間近の取材で「若手の頃は、らぶさん（伊良部）に可愛がってもらった」と語り、小野晋吾、黒木知宏、藪田安彦などの後輩達も口を揃えて「色々とアドバイスをしてくれる後輩思いの優しい先輩だった」と話している。他にも吉井理人、大村巌、イチローなどと仲が良かった。
また、ファンサービスや慈善活動は積極的だったため、マスコミには嫌われているものの、野球ファンから嫌われているわけではなかった。病院で偶然、女優の豊島由佳梨と遭遇したことがあり、豊島はブログで、「なぜ新聞などでこんなに叩かれてるのか分からないくらい、気さくでいい人だった」と綴っている。
カラオケではラムのラブソングをよく歌っていた。

## 詳細情報

### 年度別投手成績
| 年 度     | 球 団     | 登 板 | 先 発 | 完 投 | 完 封 | 無 四 球 | 勝 利 | 敗 戦 | セ 丨 ブ | ホ 丨 ル ド | 勝 率 | 打 者 | 投 球 回 | 被 安 打 | 被 本 塁 打 | 与 四 球 | 敬 遠 | 与 死 球 | 奪 三 振 | 暴 投 | ボ 丨 ク | 失 点 | 自 責 点 | 防 御 率 | W H I P |
| --------- | --------- | ----- | ----- | ----- | ----- | -------- | ----- | ----- | -------- | ----------- | ----- | ----- | -------- | -------- | ----------- | -------- | ----- | -------- | -------- | ----- | -------- | ----- | -------- | -------- | ------- |
| 1988      | ロッテ    | 14    | 6     | 0     | 0     | 0        | 2     | 5     | 1        | --          | .286  | 162   | 39.1     | 30       | 7           | 18       | 0     | 1        | 21       | 1     | 1        | 19    | 17       | 3.89     | 1.22    |
| 1989      | ロッテ    | 33    | 2     | 0     | 0     | 0        | 0     | 2     | 9        | --          | .000  | 211   | 51.0     | 37       | 1           | 27       | 0     | 2        | 50       | 6     | 0        | 20    | 20       | 3.53     | 1.25    |
| 1990      | ロッテ    | 34    | 11    | 4     | 0     | 0        | 8     | 5     | 0        | --          | .615  | 544   | 123.2    | 110      | 6           | 72       | 1     | 7        | 102      | 12    | 2        | 58    | 52       | 3.78     | 1.47    |
| 1991      | ロッテ    | 24    | 16    | 2     | 0     | 0        | 3     | 8     | 0        | --          | .273  | 471   | 100.2    | 110      | 20          | 70       | 0     | 1        | 78       | 10    | 1        | 78    | 77       | 6.88     | 1.79    |
| 1992      | ロッテ    | 28    | 4     | 0     | 0     | 0        | 0     | 5     | 0        | --          | .000  | 336   | 77.0     | 78       | 2           | 37       | 0     | 1        | 55       | 4     | 1        | 38    | 33       | 3.86     | 1.49    |
| 1993      | ロッテ    | 32    | 14    | 6     | 0     | 0        | 8     | 7     | 1        | --          | .533  | 592   | 142.1    | 125      | 11          | 58       | 0     | 6        | 160      | 6     | 1        | 59    | 49       | 3.10     | 1.29    |
| 1994      | ロッテ    | 27    | 26    | 16    | 1     | 0        | 15    | 10    | 0        | --          | .600  | 870   | 207.1    | 170      | 16          | 94       | 2     | 6        | 239      | 13    | 2        | 77    | 70       | 3.04     | 1.27    |
| 1995      | ロッテ    | 28    | 27    | 9     | 2     | 2        | 11    | 11    | 0        | --          | .500  | 835   | 203.0    | 156      | 9           | 72       | 1     | 9        | 239      | 11    | 1        | 70    | 57       | 2.53     | 1.12    |
| 1996      | ロッテ    | 23    | 23    | 3     | 0     | 0        | 12    | 6     | 0        | --          | .667  | 639   | 157.1    | 108      | 7           | 59       | 0     | 3        | 167      | 7     | 4        | 56    | 42       | 2.40     | 1.06    |
| 1997      | NYY       | 13    | 9     | 0     | 0     | 0        | 5     | 4     | 0        | --          | .556  | 246   | 53.1     | 69       | 15          | 20       | 0     | 1        | 56       | 4     | 3        | 47    | 42       | 7.09     | 1.67    |
| 1998      | NYY       | 29    | 28    | 2     | 1     | 0        | 13    | 9     | 0        | --          | .591  | 732   | 173.0    | 148      | 27          | 76       | 1     | 9        | 126      | 6     | 1        | 78    | 78       | 4.06     | 1.29    |
| 1999      | NYY       | 32    | 27    | 2     | 1     | 0        | 11    | 7     | 0        | 0           | .611  | 733   | 169.1    | 180      | 26          | 46       | 0     | 6        | 133      | 7     | 0        | 98    | 91       | 4.84     | 1.33    |
| 2000      | MON       | 11    | 11    | 0     | 0     | 0        | 2     | 5     | 0        | 0           | .286  | 247   | 54.2     | 77       | 9           | 14       | 0     | 1        | 42       | 5     | 2        | 45    | 44       | 7.24     | 1.66    |
| 2001      | MON       | 3     | 3     | 0     | 0     | 0        | 0     | 2     | 0        | 0           | .000  | 74    | 16.2     | 22       | 3           | 3        | 0     | 0        | 18       | 0     | 0        | 9     | 9        | 4.86     | 1.50    |
| 2002      | TEX       | 38    | 2     | 0     | 0     | 0        | 3     | 8     | 16       | 2           | .273  | 204   | 47.0     | 51       | 11          | 16       | 2     | 1        | 30       | 3     | 0        | 30    | 30       | 5.74     | 1.43    |
| 2003      | 阪神      | 27    | 27    | 3     | 0     | 0        | 13    | 8     | 0        | --          | .619  | 730   | 173.0    | 186      | 24          | 47       | 0     | 6        | 164      | 4     | 0        | 77    | 74       | 3.85     | 1.35    |
| 2004      | 阪神      | 3     | 3     | 0     | 0     | 0        | 0     | 2     | 0        | --          | .000  | 62    | 11.2     | 26       | 5           | 4        | 0     | 1        | 7        | 0     | 1        | 19    | 17       | 13.11    | 2.57    |
| NPB：11年 | NPB：11年 | 273   | 159   | 43    | 3     | 2        | 72    | 69    | 11       | --          | .511  | 5452  | 1286.1   | 1136     | 108         | 558      | 4     | 43       | 1282     | 74    | 14       | 571   | 508      | 3.55     | 1.32    |
| MLB：6年  | MLB：6年  | 126   | 80    | 4     | 2     | 0        | 34    | 35    | 16       | 2           | .493  | 2236  | 514.0    | 547      | 91          | 175      | 3     | 18       | 405      | 25    | 6        | 307   | 294      | 5.15     | 1.40    |

- 各年度の太字はリーグ最高
- 「-」は記録なし

### 年度別守備成績
| 年 度 | 球 団  | 投手（P） | 投手（P） | 投手（P） | 投手（P） | 投手（P） | 投手（P） |
| 年 度 | 球 団  | 試 合     | 刺 殺     | 補 殺     | 失 策     | 併 殺     | 守 備 率  |
| ----- | ------ | --------- | --------- | --------- | --------- | --------- | --------- |
| 1988  | ロッテ | 14        | 0         | 3         | 0         | 0         | 1.000     |
| 1989  | ロッテ | 33        | 3         | 12        | 0         | 1         | 1.000     |
| 1990  | ロッテ | 34        | 5         | 19        | 1         | 2         | .960      |
| 1991  | ロッテ | 24        | 2         | 17        | 1         | 0         | .950      |
| 1992  | ロッテ | 28        | 2         | 21        | 2         | 3         | .920      |
| 1993  | ロッテ | 32        | 4         | 13        | 1         | 1         | .944      |
| 1994  | ロッテ | 27        | 10        | 26        | 2         | 2         | .947      |
| 1995  | ロッテ | 28        | 6         | 34        | 4         | 0         | .909      |
| 1996  | ロッテ | 23        | 7         | 19        | 2         | 1         | .929      |
| 1997  | NYY    | 13        | 1         | 5         | 2         | 1         | .750      |
| 1998  | NYY    | 29        | 6         | 17        | 2         | 1         | .920      |
| 1999  | NYY    | 32        | 2         | 13        | 0         | 0         | 1.000     |
| 2000  | MON    | 11        | 2         | 6         | 0         | 0         | 1.000     |
| 2001  | MON    | 3         | 0         | 5         | 0         | 0         | 1.000     |
| 2002  | TEX    | 38        | 2         | 9         | 0         | 1         | 1.000     |
| 2003  | 阪神   | 27        | 3         | 19        | 1         | 1         | .957      |
| 2004  | 阪神   | 3         | 1         | 5         | 0         | 0         | 1.000     |
| NPB   | NPB    | 273       | 43        | 188       | 14        | 11        | .988      |
| MLB   | MLB    | 126       | 13        | 55        | 4         | 3         | .944      |

- 各年度の太字はリーグ最高

### タイトル
NPB
- 最多勝利：1回（1994年）
- 最優秀防御率：2回（1995年、1996年）※2年連続は稲尾和久、山本由伸に次ぐパ・リーグ3位タイ
- 最多奪三振：2回（1994年、1995年）

### 表彰
NPB
- ベストナイン：2回（1994年、1995年）
- 月間MVP：5回（1993年9月、1995年7月、1995年9月、1996年8月、2003年5月）
- JA全農Go・Go賞：1回（最多奪三振賞：2003年5月）
- IBMプレイヤー・オブ・ザ・イヤー賞：1回（1994年）
- オールスターゲーム優秀選手賞：1回（2003年第2戦）

MLB
- ピッチャー・オブ・ザ・マンス：2回（1998年5月、1999年7月）

### 記録
NPB初記録
- 初登板・初先発：1988年5月7日、対西武ライオンズ5回戦（川崎球場）、3回0/3を2失点で敗戦投手
- 初奪三振：同上、1回表に秋山幸二から
- 初勝利：1988年8月14日、対阪急ブレーブス13回戦（川崎球場）、5回2/3を3失点
- 初セーブ：1988年10月20日、対南海ホークス26回戦（川崎球場）、8回表に4番手で救援登板・完了、2回無失点
- 初完投勝利：1990年8月10日、対近鉄バファローズ15回戦（藤井寺球場）、9回1失点
- 初完封勝利：1994年4月22日、対日本ハムファイターズ3回戦（千葉マリンスタジアム）

NPB節目の記録
- 1000投球回：1996年5月17日、対日本ハムファイターズ7回戦（千葉マリンスタジアム） ※史上267人目
- 1000奪三振：同上、6回表にバーナード・ブリトーから ※史上96人目

NPBその他の記録
- オールスターゲーム出場：4回（1994年 - 1996年、2003年）

### 背番号
- 18（1988年 - 1996年）
- 35（1997年）
- 14（1998年 - 2001年）
- 45（2002年）
- 41（2003年 - 2004年）
- 14（2009年途中）

### 登場曲
- 「Party Up In Here」DMX（2003年 - 2004年）

## 関連情報

### 著書
- 『最新最強のピッチング・メカニクス』（吉井理人と共著、永岡書店：2010年7月）